# أقرقاو (آيت يوسف)
أقرقاو هو دُوَّار يقع بجماعة تامري، عمالة أكادير إدا وتنان، جهة سوس ماسة في المملكة المغربية. ينتمي الدوّار لمشيخة آيت يوسف التي تضم 22 دوار. يقدر عدد سكانه بـ 419 نسمة حسب الإحصاء الرسمي للسكان والسكنى لسنة 2004.

## روابط خارجية
- البوابة الوطنية للجماعات الترابية
- المندوبية السامية للتخطيط